# فيرناندو السابع ملك إسبانيا
فيرناندو السابع (بالإسبانية: Fernando VII de España) (14 أكتوبر 1784 -29 سبتمبر 1833)، ملك إسبانيا خلال أوائل القرن التاسع عشر وحتى منتصفه. حكم المملكة الإسبانية عام 1808 ومرة أخرى منذ عام 1813 حتى وفاته عام 1833. كان معروفًا لمؤيديه باسم (المطلوب) ولمن ينتقدوه باسم (الملك المجرم).
ولد فيرناندو السابع بمدريد في الإسكوريال، وقضى شبابه وريثًا واضحًا للعرش الإسباني. اعتلى العرش بعد تمرد آرنخويث عام 1808. في تلك السنة أطاح به نابليون، كان قد ربط نظامه الملكي بالثورة المضادة والسياسات الرجعية التي أحدثت شرخًا عميقًا في إسبانيا بين قواته على اليمين والليبراليين على اليسار. عاد إلى السلطة في ديسمبر 1813، وأعاد تأسيس النظام الملكي المطلق ورفض الدستور الليبرالي لعام 1812. أرغمته ثورة عام 1820 تحت زعامة رافاييل ديل رييغو على استعادة الدستور، فبدأت بذلك فترة حكم الثلاث سنوات الليبرالي. في عام 1823 أذن مؤتمر فيرونا بتدخل فرنسي ناجح أعاده إلى السلطة المطلقة للمرة الثانية. قمع الصحافة الليبرالية منذ عام 1814 وحتى عام 1833، وسجن العديد من محرريها وكتّابها.
خلال فترة حكمه، خسرت إسبانيا جميع ممتلكاتها في الأمريكتين تقريبًا، وانزلقت البلاد في حرب أهلية واسعة النطاق بعد وفاته. ظل إرثه السياسي محل نزاع منذ وفاته، إذ نظر إليه أغلب المؤرخين باعتباره غير كفؤ، ومستبد، وقصير النظر.

## النشأة
كان فيرناندو الابن الأكبر الحي لكارلوس الرابع ملك إسبانيا وماريا لويزا دي بارما. ولد فيرناندو في قصر الإسكوريال بالقرب من مدريد. شغل فيرناندو في شبابه منصب الوريث الواضح الذي استبعده والداه ومستشارهما المفضل ورئيس الوزراء مانويل جودوي من كل حصة في الحكومة. كان السخط الوطني على الحكومة سببًا في اندلاع تمرد عام 1805. في أكتوبر 1807 ألقي القبض على فيرناندو لتواطؤه في مؤامرة الإسكوريال التي هَدف المتمردون فيها إلى تأمين الدعم الأجنبي من الإمبراطور الفرنسي نابليون. عندما اكتشِفت المؤامرة، قدمها فيرناندو لوالديه.

## التنازل والتجديد
بعد أعمال شغب شعبية في آرنخويث، تنازل كارلوس الرابع عن العرش في مارس 1808. اعتلى فيرناندو العرش ولجأ إلى نابليون للحصول على الدعم. تنازل فيرناندو عن العرش في 6 مايو 1808 وبعد ذلك أبقاه نابليون تحت الحراسة في فرنسا لمدة ست سنوات في قلعة فالنسي. سجل المؤرخ تشارلز أومان أن اختيار فالنسي كان مزحة عملية من قبل نابليون لوزير خارجيته السابق تاليران، مالك القلعة، لعدم اهتمامه بالشؤون الإسبانية.
بينما قبل أصحاب المناصب العليا في الحكومة الإسبانية تنازله عن العرش واختيار نابليون لأخيه جوزيف بونابرت ملكًا على عرش إسبانيا، لم يقبل الشعب الإسباني ذلك. اندلعت الانتفاضات في جميع أنحاء البلاد، إيذانًا ببدء حرب الاستقلال الإسبانية. تأسست المجالس العسكرية الإقليمية للسيطرة على المناطق المعارضة للملك الفرنسي الجديد. بعد معركة بايلين أثبت الإسبان أن بإمكانهم مقاومة الفرنسيين، فألغى مجلس قشتالة نفسه وأعلن أن التنازلات في بايون في 11 أغسطس 1808 باطلة ولاغية. في 24 أغسطس أعلِن فيرناندو السابع ملكًا لإسبانيا مرة أخرى، واكتملت المفاوضات بين المجلس والمجلس العسكري الإقليمي لتأسيس المجلس العسكري المركزي الأعلى. بعد ذلك، في 14 يناير 1809 اعترفت الحكومة البريطانية بفيرناندو السابع ملكًا لإسبانيا.
بعد خمس سنوات من تعرضه لانتكاسات خطيرة على جبهات عديدة، وافق نابليون على الاعتراف بفيرناندو السابع ملكًا لإسبانيا في 11 ديسمبر 1813 ووقع معاهدة فالنسي، حتى يتمكن الملك من العودة إلى إسبانيا. رحب الشعب الإسباني بدايةً بفرناندو، ملقيًا اللوم على سياسات الفرانكوفيليين في التسبب في احتلال نابليون وحرب الاستقلال الإسبانية من خلال تحالف إسبانيا الوثيق مع فرنسا. سرعان ما اكتشف فيرناندو أنه في تلك السنوات الفاصلة، ولد عالم جديد من الغزو الأجنبي والثورة الداخلية. باسمه حاربت إسبانيا من أجل استقلالها، وباسمه أيضًا حكمت المجالس العسكرية أمريكا الإسبانية. ولم تعد إسبانيا تمثل الملكية المطلقة التي تخلى عنها قبل ست سنوات. بل وطُلب منه أن يحكم بموجب الدستور الليبرالي لعام 1812. قبل السماح له بدخول الأراضي الإسبانية، كان على فيرناندو أن يضمن لليبراليين أنه سيحكم على أساس الدستور، لكنه لم يقدم سوى مؤشرات فاترة على أنه سيفعل ذلك.

## وصلات خارجية
- فيرناندو السابع ملك إسبانيا على موقع الموسوعة البريطانية (الإنجليزية)
- فيرناندو السابع ملك إسبانيا على موقع إن إن دي بي (الإنجليزية)